# Twinnia tibblesi
Twinnia tibblesi är en tvåvingeart som beskrevs av Stone och Jamnback 1955. Twinnia tibblesi ingår i släktet Twinnia och familjen knott. Inga underarter finns listade i Catalogue of Life.